# Vincent Sellaer
Vincent Sellaer (ca. 1490 - 1564) est un artiste peintre de la Renaissance flamande connu pour ses sujets mythologiques et religieux.
Ses œuvres sont notables pour leur monumentalité et pour leur style qui mélange les écoles italiennes et nordiques.

## Biographie
Peu d'informations sont connues sur la vie de cet artiste. On sait qu'il a été très actif à Malines vers 1538.
Il n'y a pas de consensus parmi les spécialistes, mais une majorité pense que Vincent Sellaer devrait être identifié comme l'artiste que le biographe Karel van Mander appelle Vincent Geldersman, mais plusieurs générations de peintres portent ce nom, ce qui a rendu difficile le processus d'identification. Il le décrit comme un bon peintre d'allégories (Leda avec deux œufs, Susanna et les Vieux et Cléopâtre avec une vipère) et le mentionne également dans le chapitre Vie de Frans Minnebroer, parmi les peintres notables de Malines. Alors que plusieurs versions de Leda et le cygne sont attribuées à Sellaer, aucun tableau n'a survécu portant le nom de Leda avec deux œufs.
Des historiens de l'art tels que G. J. Hoogewerff envisagent la possibilité que Sellaer ait travaillé à Brescia en Italie, où il aurait visité d'autres centres culturels ; ce séjour aurait eu lieu de 1521 à 1524 ou 1525. Il serait ensuite rentré à Malines, où il est présent dans les registres de la ville de 1538 à 1544. Les spécialistes pensent que Vincent Sellaer était le plus important peintre de Malines et que ses mécènes étaient probablement des membres de la cour et du grand conseil de la ville.

## Œuvre
Un seul tableau de Vincent Sellaer connu est daté et signé : Le Christ bénissant les enfants (ou Laissez les enfants venir à moi, 1538, Alte Pinakothek, Munich). En se basant sur les caractéristiques de ce tableau, toute une série d'œuvres ont été attribuées à Sellaer, dont la plupart sont des portraits à mi-corps sur un thème mythologique ou biblique.
Les éléments traditionnels de la peinture italienne tels que le sfumato et le clair-obscur sont très présents dans l'œuvre de Vincent Sellaer. Si l'on prend en compte sa résidence présumée en Italie, on peut distinguer deux sphères d'influences. D'abord, celle de Léonard de Vinci et de l'école lombarde, avec des maîtres de Brescia tels que Moretto da Brescia — nombreuses représentations de putti — et Girolamo di Romano. Ensuite, une influence florentine, en particulier celles d'Andrea del Sarto, de Francesco Bacchiacca et de l'école de Raphaël Ses dernières œuvres, en particulier, incluent de nombreuses versions (attribuées) de la Sainte Famille qui combinent ces deux influences. Une troisième influence pourrait être celle de l'école vénitienne, de par son utilisation des couleurs typiques vénitiennes, si propres à Titien et Véronèse,.
La monumentalité de ses tableaux est également très peu utilisée dans les Pays-Bas de cette époque. Ses compositions incluent généralement une figure centrale à mi-corps faisant face au spectateur, tandis que des personnages en arrière-plan permettent d'identifier le sujet.
Un thème sur lequel Vincent Sellaer revient régulièrement est celui de La Madonne à l'enfant avec les Saints, avec notamment La Madonne à l'enfant avec les Saints Elisabeth et autres membres de la Sainte famille. Comme beaucoup des compositions de Sellaer, les enfants jouent un rôle important dans ses peintures, en l'animant de leurs mouvements et de leurs visages ronds et souriants. Le motif d'un enfant escaladant le dos de la figure féminine centrale est l'un des outils de prédilection de l'artiste dans ces compositions. On le voit également utilisé dans un autre thème très prisé de Sellaer : la vertu de la Charité, typiquement représenté par une femme entourée d'enfants, au XVIe siècle,.
Son œuvre a été grande importance pour des artistes contemporains tels que Joos van Cleve, Frans Floris et Willem Key.

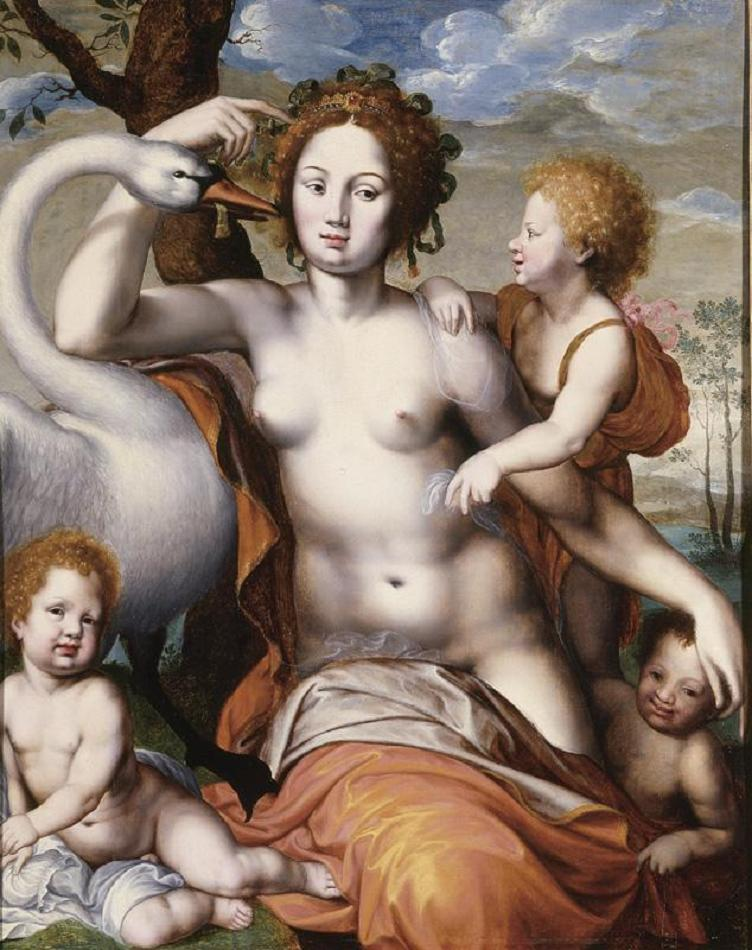
Leda et le cygne.
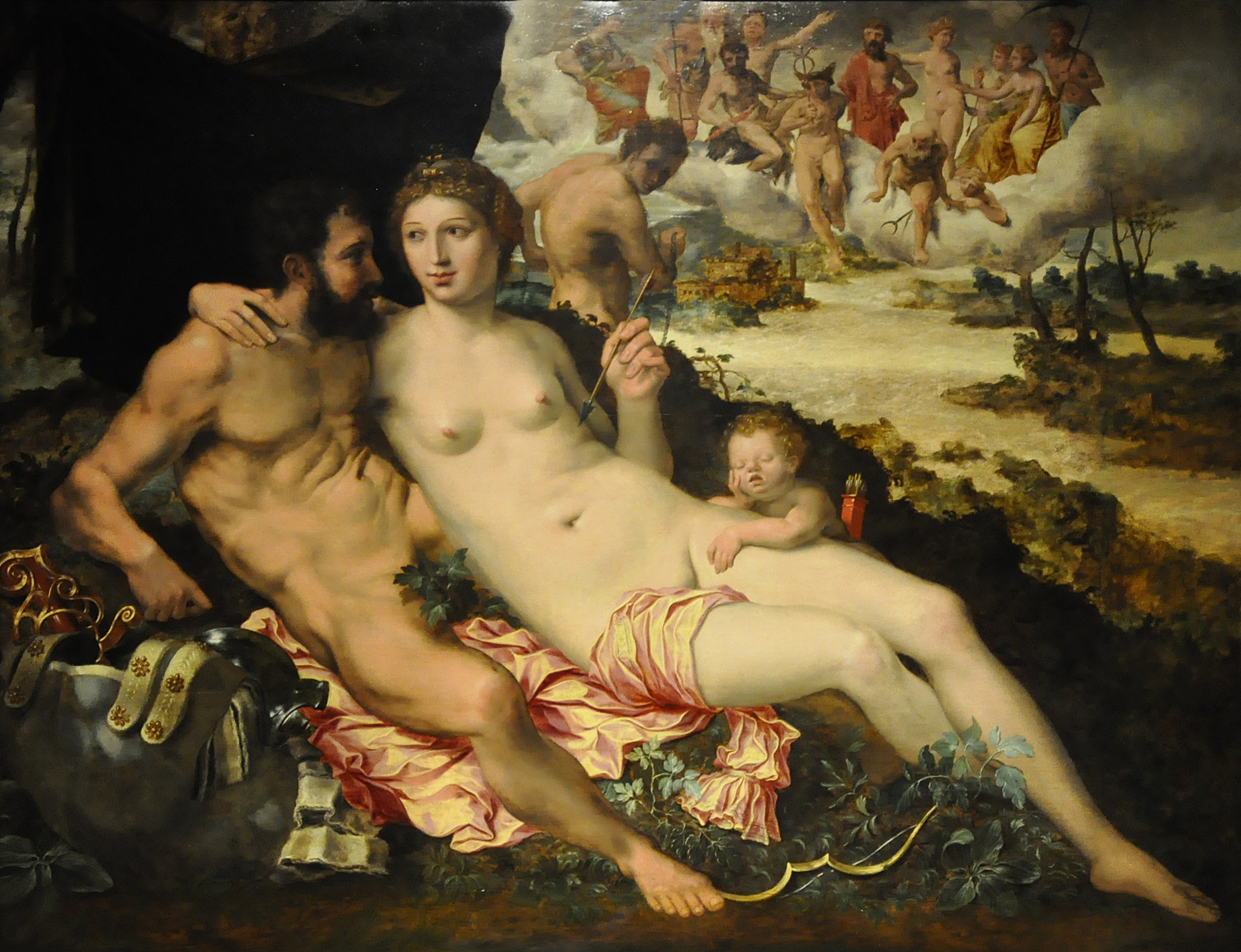
Mars et Venus surpris par Vulcain.
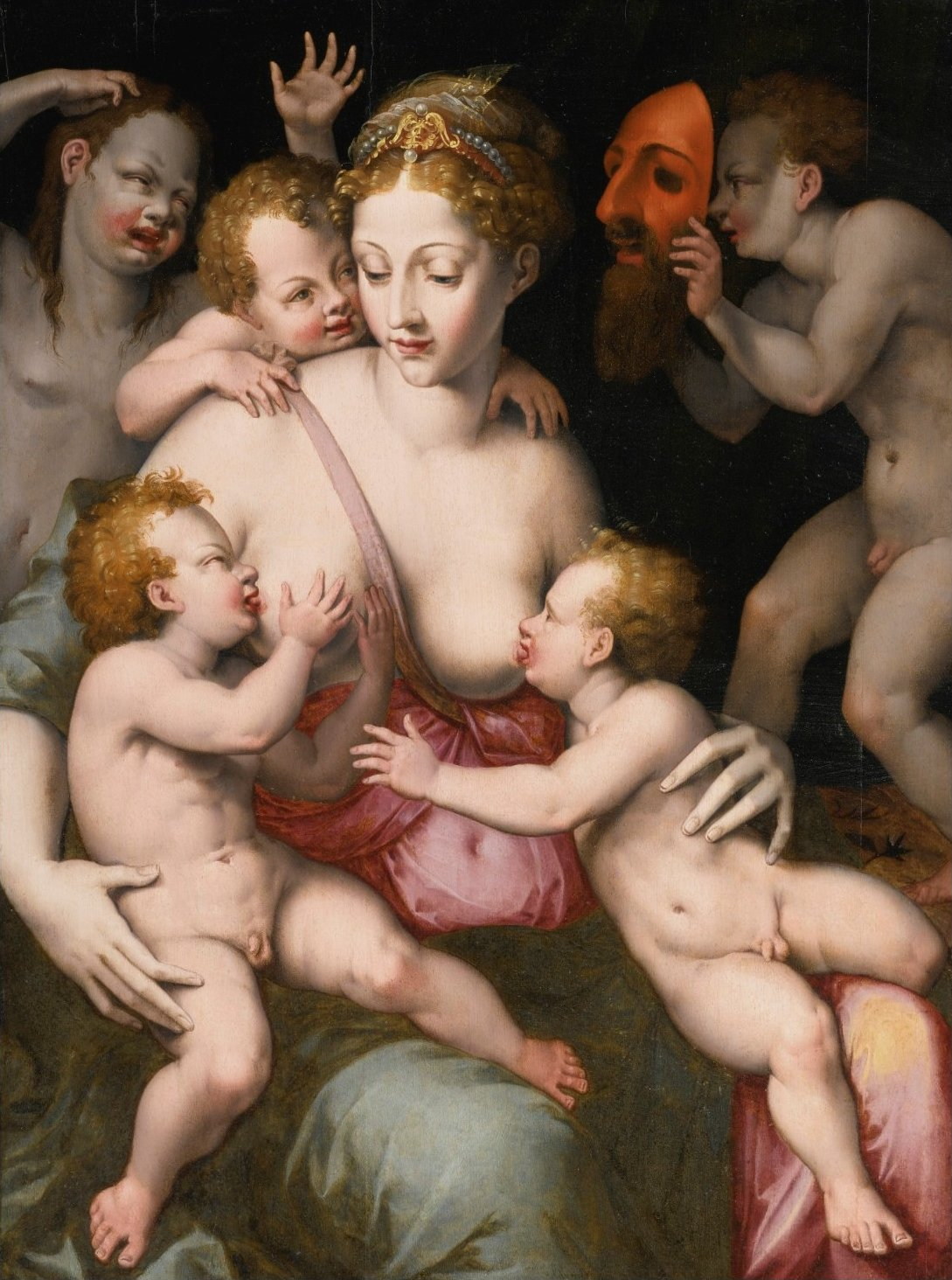
La Charité.
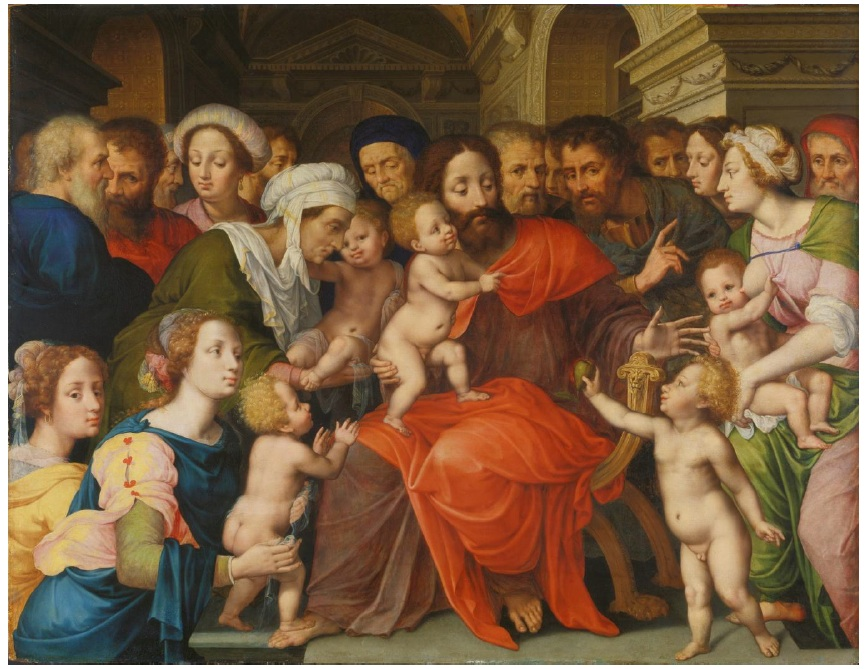
Le Christ bénissant les enfants.
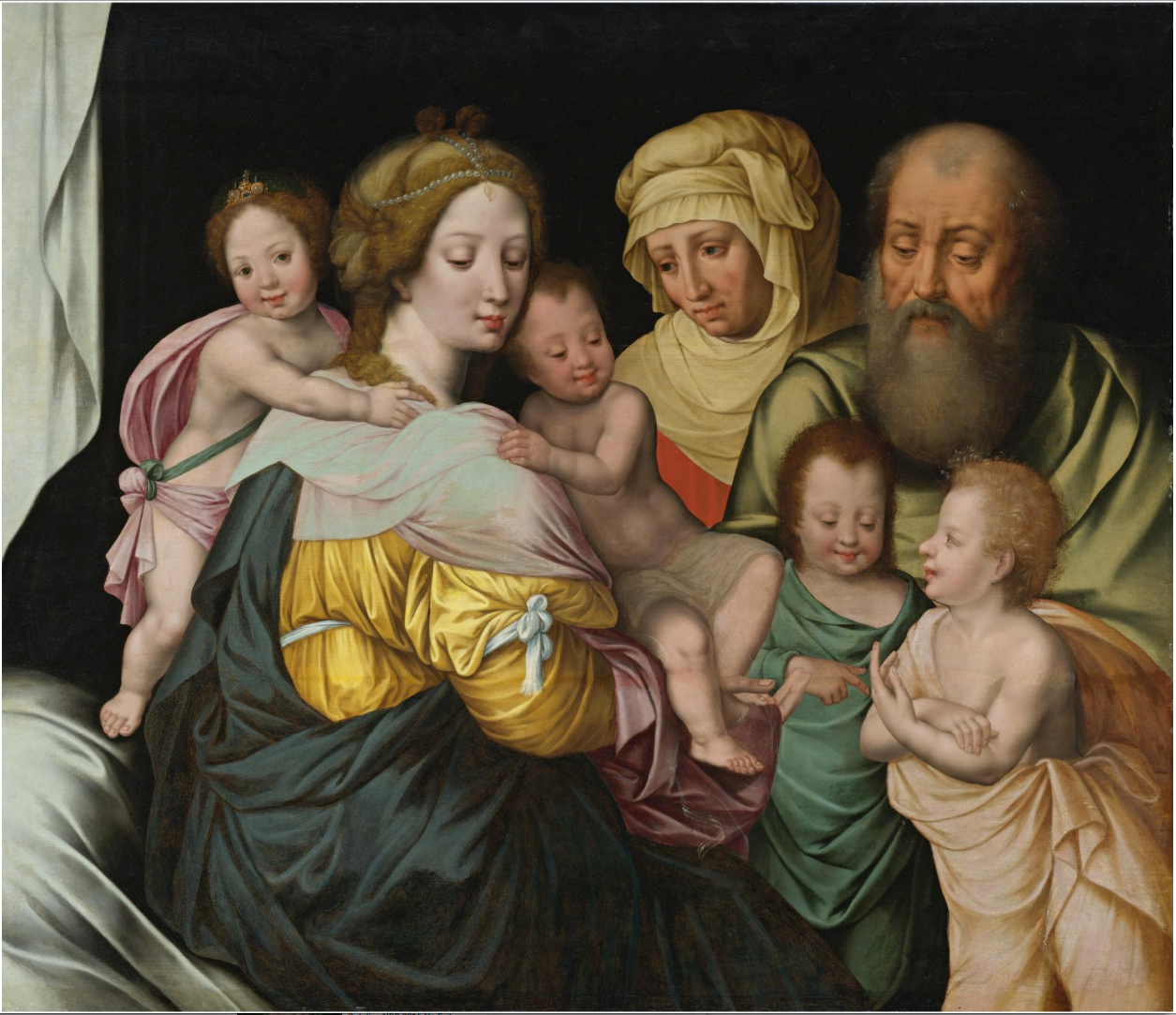
La Madonne à l'enfant avec les Saints Elisabeth et autres membres de la Sainte famille.